# Sept-Meules
Sept-Meules è un comune francese di 157 abitanti situato nel dipartimento della Senna Marittima nella regione della Normandia.

## Società

### Evoluzione demografica
Abitanti censiti